# Општина Аксенте Север (Сибињ)
Аксенте Север (рум. Axente Sever) општина је у Румунији у округу Сибињ.
Oпштина се налази на надморској висини од 330 m.